# O Empregado e o Patrão
O Empregado e o Patrão (em castelhano: El empleado y el patrón; em francês: Employé/patron) é um filme franco-argentino-uruguaio-brasileiro de 2021, do gênero drama. O filme é dirigido por Manuel Nieto e estrelado por Nahuel Pérez Biscayart, Cristian Borges e Jean Pierre Noher. O longa foi exibido na Quinzena dos Realizadores, do Festival de Cannes. A produção foi distribuída no Brasil pela Vitrine Filmes.

## Sinopse
O patrão é um jovem que aparentemente tem tudo garantido na vida, exceto uma preocupação urgente: a saúde de seu bebê. O empregado está em busca de sustento para sua filha recém-nascida e não hesita quando recebe uma oferta do patrão para trabalhar em suas terras. A rotina segue tranquilamente até que um evento inesperado força os laços entre o patrão e o empregado, colocando em risco o destino das duas famílias.[carece de fontes?]

## Elenco
- Nahuel Pérez Biscayart como Rodrigo
- Cristian Borges como Carlos
- Jean Pierre Noher como o pai do patrão
- Justina Bustos como Federica
- Fátima Quintanilla como Estéfanie